# Mandelmusslor

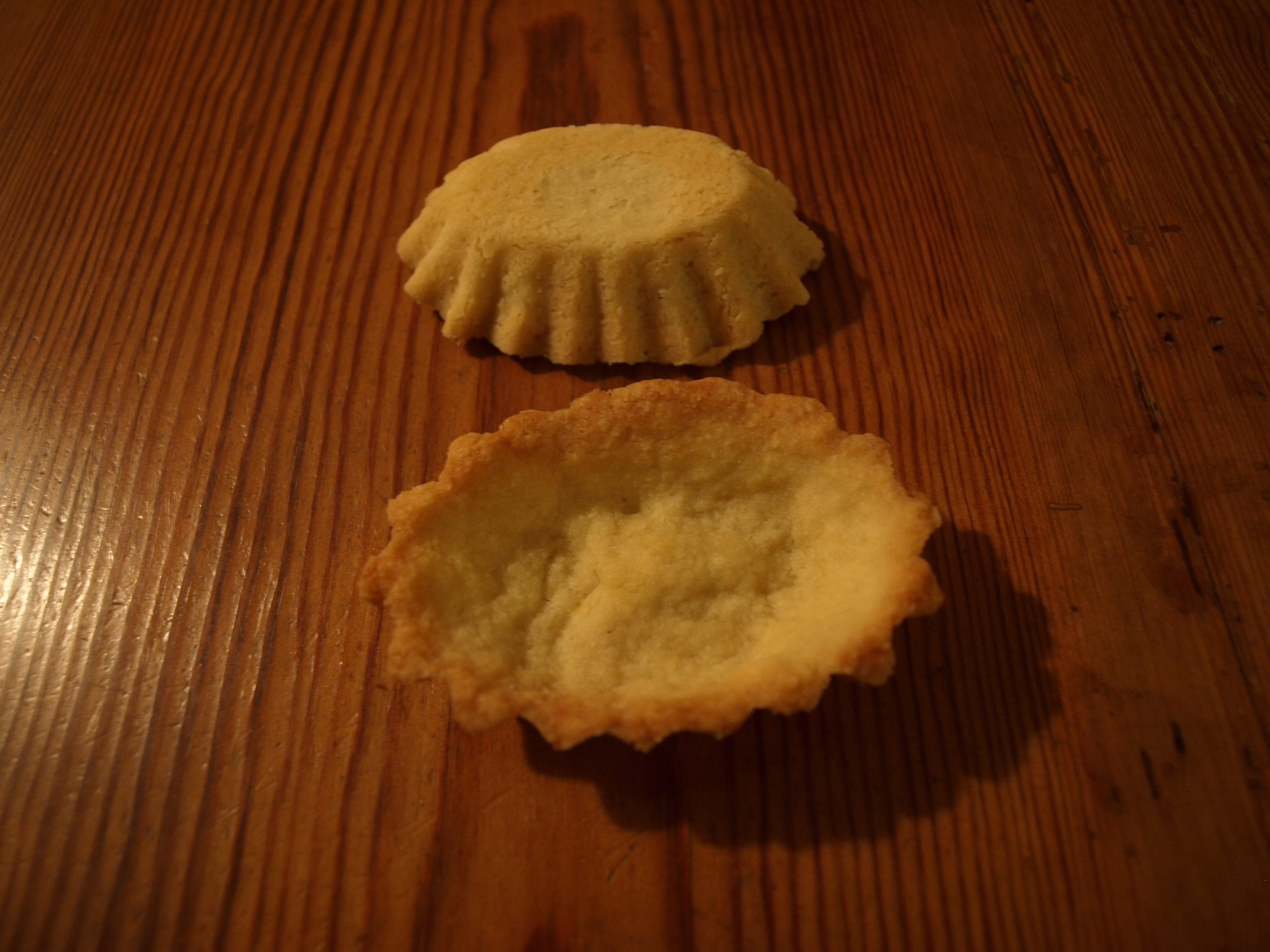
Två mandelmusslor utan fyllning.

Mandelmusslor (eller mandelformar) är ovala eller runda kakor som bakas i små veckade formar av metall och påminner om en mussla till formen. Traditionellt lägger man bär eller sylt och vispad grädde i mandelmusslorna. De kan ätas året om, men hör kanske framför allt hemma på julbordet.
Mandelmusslor bakas av mandelmjöl, socker, smör, mjöl och ägg och gräddas i ugn. 